# Ànec blau
L'ànec blau (Hymenolaimus malacorhynchos) és una espècie d'ocell de la família dels anàtids (Anatidae) que habita corrents fluvials de muntanya de Nova Zelanda, a les illes del Nord i del Sud. És l'única espècie del gènere Hymenolaimus (Gray, GR, 1843).